# West Haven (Connecticut)
West Haven est une ville du comté de New Haven dans le Connecticut, aux États-Unis d'Amérique. Lors du recensement de 2010, sa population s’élevait à 55 564 habitants.

## Histoire
Le lieu est longtemps appelé West Farms of New Haven. La ville n'était au départ qu'une partie de Milford, tout d'abord séparée de Milford en 1822 sous le nom d'Orange. En 1921, c'est Orange qui a été coupée en deux villes indépendantes : Orange et West Haven.

## Géographie
Selon le bureau du recensement des États-Unis, West Haven a une superficie totale de 10,92 milles carrés (28,28 km2), dont 10,75 milles carrés (27,84 km2) de terre et 0,17 milles carrés (0,44 km2) d'eau (1,54 %).

## Démographie
| 1930   | 1940   | 1950   | 1960   | 1970   | 1980   |
| ------ | ------ | ------ | ------ | ------ | ------ |
| 25 808 | 30 021 | 32 010 | 43 002 | 52 851 | 53 184 |

| 1990   | 2000   | 2010   | - | - | - |
| ------ | ------ | ------ | - | - | - |
| 54 021 | 52 360 | 55 564 | - | - | - |

## Éducation
On y trouve l'université de New Haven.